# Ozerki (raïon historique)
Pour les articles homonymes, voir Ozerki.

Districts de Saint-Pétersbourg:
1. District de l'Amirauté
2. Île Vassilievski
3. District de Vyborg
4. District de Kalinine
5. District de Kirov
6. District de Kolpino
7. District de Krasnogvardeysky
8. District de Krasnoïe Selo
9. District de Kronstadt
10. District de Kourortny
11. District de Moskovski
12. District de la Neva
13. District de Petrograd
14. District de Petrodvorets
15. District Primorski
16. District de Pouchkine
17. District de Frounzé
18. District central

Ozerki (en russe : Озерки) est un raïon historique situé au nord de Saint-Pétersbourg en Russie, intégré à la ville depuis 1963 dans le District de Vyborg (no 3 sur la carte).
Le raïon a reçu son nom du fait de la situation sur son territoire de trois petits lacs (en langue russe : Ozero) : les lacs de Souzdal appelés aussi lac de Pargolovski.
Une gare de chemin de fer éponyme se trouve dans le raïon, sur la ligne du October Railway (en) sur la section Saint-Pétersbourg-Vyborg ainsi qu'une station de métro éponyme Ozerki (métro de Saint-Pétersbourg).
Ozerki se trouve aussi sur le territoire de l'okroug municipal de Chouvalovo-Ozerki.

## Histoire

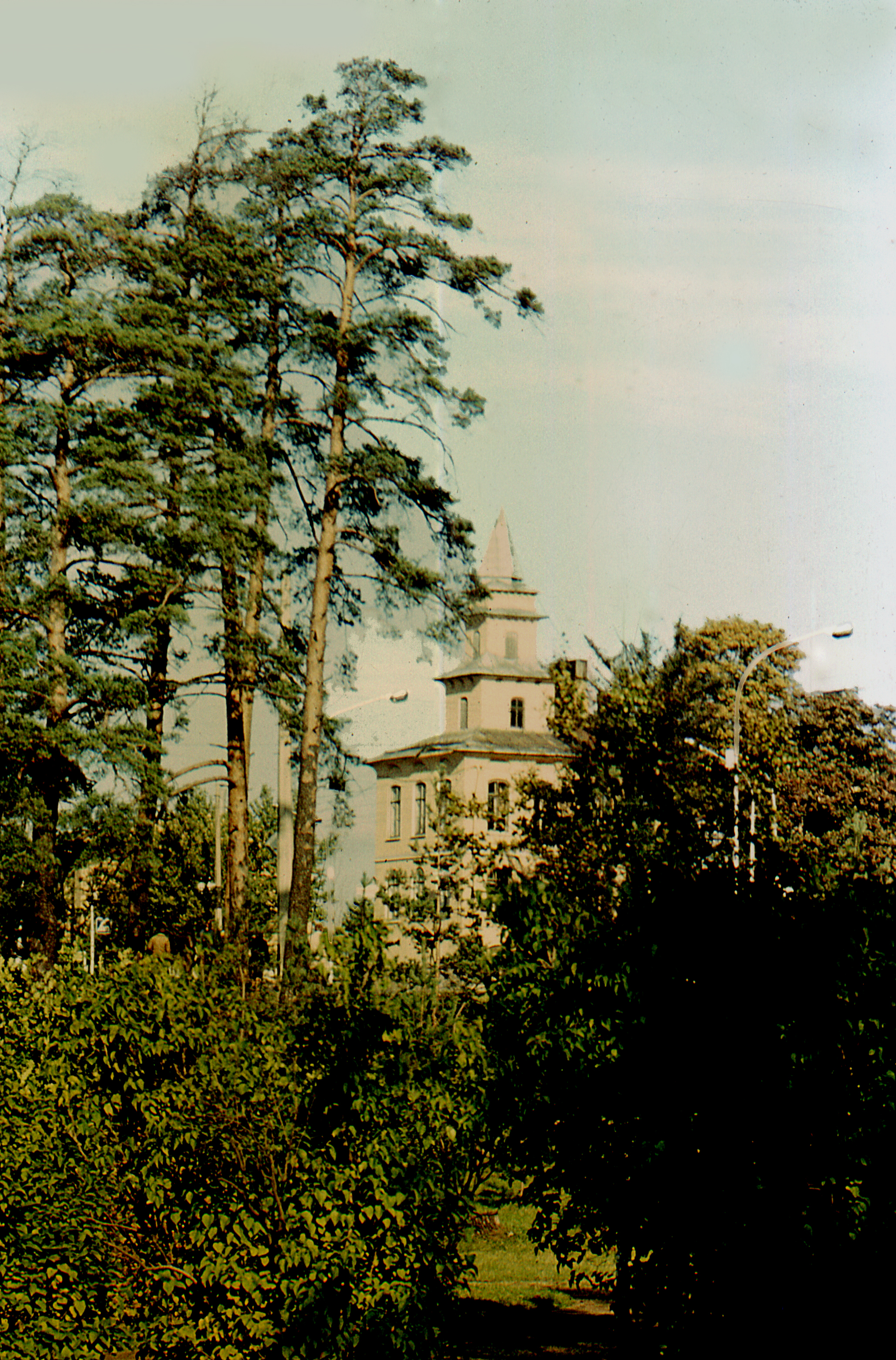
Villa de Piotr Badmaïev (aujourd'hui détruite).

Les premières implantations sur le territoire du raïon dont il subsiste des traces écrites datent de 1500 environ. Un nouveau développement de la région commence au milieu du XVIIIe siècle avec la construction de datchas et de villas de familles distinguées de Saint-Pétersbourg.
Au début du XXe siècle la navigation de plaisance se developpe sur les lacs de Souzdal et la tradition s'en est poursuivie jusqu'à nos jours .

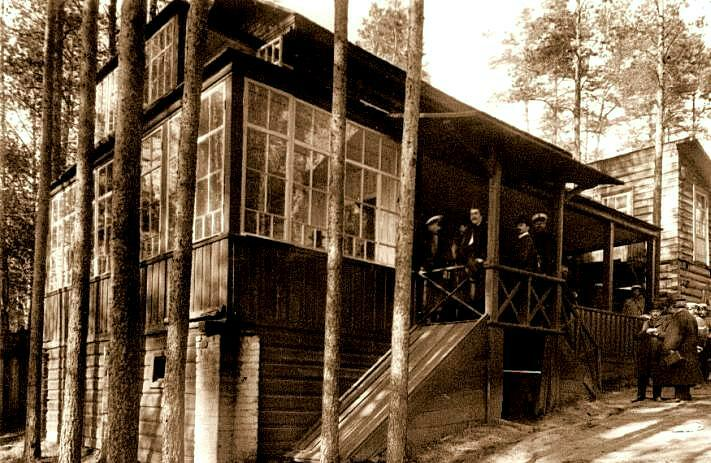
Datcha Zverjinska où le prêtre Gapone a été assassiné

En 1906 c'est dans un datcha d'Ozerki qu'à été assassiné le prêtre Gueorgui Gapone .
C'est à Ozerki que la poète Alexandre Blok a composé en 1906 son chef-d'œuvre Nezakomka .
Durant le siège de Leningrad qui a duré 900 jours, au printemps 1942, les habitants de la ville affamés se rendaient à Ozerki pour y cueillir les pissenlits destinés à préparer de la soupe pour ne pas mourir de faim.

## Autres curiosités
- Mont Poklonnaïa